# Xã Haycock, Quận Bucks, Pennsylvania
Xã Haycock (tiếng Anh: Haycock Township) là một xã thuộc quận Bucks, tiểu bang Pennsylvania, Hoa Kỳ. Năm 2010, dân số của xã này là 2.225 người.